# گولین (لهستان)
گولین (به لاتین: Gulin) یک روستا در لهستان است که در گمینا زاکژو (استان ماسوویان) واقع شده‌است.